# Ceramiche Refin
 (mars 2025).
Si vous disposez d'ouvrages ou d'articles de référence ou si vous connaissez des sites web de qualité traitant du thème abordé ici, merci de compléter l'article en donnant les références utiles à sa vérifiabilité et en les liant à la section « Notes et références ».
Ceramiche Refin S.p.A. est une société anonyme italienne, qui produit des carreaux en grès.

## Historique
Installée dans le pôle céramique de la zone industrielle de Sassuolo, Ceramiche Refin Spa a été créée en 1961, et dans les années qui suivront, elle va se consacrer à la production de « biscuit », un produit semi-ouvré en céramique destiné à un émaillage successif.
Après sa conversion en usine à cycle complet, elle s’engage dans la production de revêtements de sol en bicuisson auxquels elle ajoutera, au début des années 1970, la production de bicuisson pour le revêtement mural.
En matière de production de monocuisson pour la réalisation de sols en pâte rouge obtenue à partir d'argile de la région, Ceramiche Refin devient rapidement l'une des entreprises de premier plan du secteur ; un succès qu’elle doit en grande partie à la production de très grands formats (à l'époque jusqu'à 44x44 cm).
En 1983, Ceramiche Refin cesse l'activité de production et de commercialisation du biscuit pour se lancer dans la production de la monocuisson en pâte blanche. Entre 1987 et 1988, elle se porte acquéreur de City, une nouvelle société céramique spécialisée dans la production de monocuisson de revêtements de sols et de murs.
Au début des années 1990, Ceramiche Refin est convertie à la production de grès cérame émaillé et pleine masse. En 1998, elle entre dans le Groupe Concorde qui modernise tous les systèmes de production.
Entre 2000 et 2013, Ceramiche Refin connaît un formidable[réf. souhaitée] essor.
Ceramiche Refin S.p.A. est membre de l'United States Green Building Council, l'association qui a créé et mis en œuvre le référentiel LEED, une certification volontaire qui évalue et atteste la durabilité environnementale, sociale et économique des bâtiments, du projet à la réalisation.